# Champcevinel
Champcevinel (trong tiếng Occitan Champ Savineu) là một xã của Pháp, nằm ở tỉnh Dordogne trong vùng Aquitaine của Pháp. Xã này có diện tích 17,72 km2, dân số năm 2007 là 2486 người. Xã nằm ở khu vực có độ cao trung bình 190 m trên mực nước biển.

## Thông tin nhân khẩu
Nguồn: INSEE  và Cassini 
| 1793 | 1800 | 1806 | 1821 | 1831 | 1836 | 1841 | 1846 | 1851 |
| ---- | ---- | ---- | ---- | ---- | ---- | ---- | ---- | ---- |
| -    | 816  | 801  | 818  | 681  | 852  | 864  | 766  | 800  |

| 1856 | 1861 | 1866 | 1872 | 1876 | 1881 | 1886 | 1891 | 1896 |
| ---- | ---- | ---- | ---- | ---- | ---- | ---- | ---- | ---- |
| 834  | 836  | 800  | 777  | 781  | 801  | 810  | 760  | 701  |

| 1901 | 1906 | 1911 | 1921 | 1926 | 1931 | 1936 | 1946 | 1954 |
| ---- | ---- | ---- | ---- | ---- | ---- | ---- | ---- | ---- |
| 684  | 684  | 690  | 563  | 594  | 607  | 626  | 668  | 666  |

| 1962                                         | 1968  | 1975  | 1982  | 1990  | 1999  | 2007  | - | - |
| -------------------------------------------- | ----- | ----- | ----- | ----- | ----- | ----- | - | - |
| 914                                          | 1 127 | 1 359 | 1 697 | 2 208 | 2 335 | 2 486 | - | - |
| Số liệu kể từ 1962 : dân số không tính trùng |       |       |       |       |       |       |   |   |